# CHOM (Dune)
 (août 2024).
Pour les articles homonymes, voir CHOM.
Le (ou la) CHOM, ou Combinat ou Compagnie des Honnêtes Ober Marchands, est une organisation du cycle de fiction de Dune, de Frank Herbert. Son nom d'origine dans les romans écrit en anglais est Combine Honnete Ober Advancer Mercantiles (CHOAM). 

Le drapeau de la CHOM, tel qu'il est décrit dans Dune

La CHOM est la structure économique unique de l’Imperium. C’est un vaste marché commun où toutes les Grandes Maisons et Maisons mineures viennent échanger les biens produits par leurs fiefs, à côté des rares guildes et marchands indépendants qui parviennent à les égaler, tandis que chaque marché planétaire est laissé sous le contrôle de la Maison régnante. De ce fait, elle régit tous les échanges commerciaux interplanétaires de l’univers connu, notamment celui de l’épice-mélange. Seuls les contrebandiers échappent à son contrôle.
Toutes les Maisons y possèdent des parts, même minimes, et à partir d’un certain niveau, elles peuvent entrer aux divers conseils[réf. nécessaire]. Une position stratégique, voire un monopole sur un marché donné, peut enfin valoir un directorat, source de profits encore supérieurs (comme celui que Vladimir Harkonnen rêve de s’assurer sur l’Épice, dans La Maison Harkonnen).
Au niveau suprême, le conseil de direction de la compagnie est composé de l’Empereur et des Grandes Maisons les plus riches du Landsraad. La Guilde spatiale et le Bene Gesserit y ont un siège sans voix délibérative, bien qu’en pratique le conseil de direction ne s’oppose quasiment jamais à ces puissantes organisations.
La CHOM n’a jamais un rôle important dans le cycle de Dune, sinon comme enjeu de pouvoir, et elle s’efface dans les derniers tomes, ce qui se comprend puisqu’elle n’a pas d’existence propre et que ses principaux soutiens, les Grandes Maisons, perdent quasiment tout leur pouvoir après la conquête de l’Empire par Muad'Dib.